# Shigenori Soejima
Shigenori Soejima (副島 成記?; prefettura di Kanagawa, 24 febbraio 1974) è un artista giapponese.
È direttore artistico della serie Persona e di Catherine. Oltre ad aver lavorato ai titoli Atlus come character design, ha realizzato il personaggio di Hakushu Murasame nel videogioco Sakura Wars.